# Арагац
Арагац (на арменски: Արագած, също Ալագյազ – Алагьоз) е изолиран планински масив в западната част на Армения, четвърти по височина в Арменската планинска земя и най-висок в Армения. Максимална височина 4090 m, (40°31′23″ с. ш. 44°11′41″ и. д. / 40.523056° с. ш. 44.194722° и. д.) (4095 m по данни на Смитсоновия институт). Разположен е на северозапад от Араратската равнина, като от изток на запад се простира на разстояние 40 km, от север на юг – 35 km. Представлява закръглен щитовиден масив, увенчан със скалисти върхове. Има малки ледници. Склоновете му са покрити със степна и ксерофитна растителност (на югоизток има редки дъбиви гори), а нагоре следват планински пасища и скали.

## Геология
Арагац има четири върха, най-висок е северният (4090 m), западният е с височина 4007 m, източният – 3917 m, южният – 3879 m. Между върховете се намира вулканичен кратер с дълбочина 350 m и широчина 2,5 km, който е преобразуван в ледников циркус. На един от склоновете, на височина 3190 m, е разположено езерото Кари.
Арагац представлява стратовулкан. Формирането му започва в епохата на плиоцена и плейстоцена. Първоначално се смята, че вулканичната му активност продължава до съвременния период, но калиево-аргонното датиране на морфологически материал, показва, че за последен път вулканът е изригвал в периода на средния и късния плейстоцен. Според някои учени най-младите конуси, които се намират в най-ниската му част, са образувани преди 3000 години. Съставен е предимно от андезити и дацити. В западно и югозападно направление има застинали потоци лава с дължина 13 km.
Арагац е богат на води. Снеготопенето, дъждовете и планинските извори дават началото на много реки – Касах, Гехарот, Амберд, Наришд, Манташ, Гехадзор, Цахкаовит и др, всички от басейна на река Аракс (десен приток на Кура). По склоновете и в подножието му има и много езера: Кари, Амберд, Лесинг и др.

## Туризъм, населени места
На югоизточния склон е разположена Бюраканската астрофизическа обсерватория, на северозападния – Манташкото водохранилище. В Арагац, на височина 2140 м, се намира замъкът Амберд.
В подножията на масива са разположени градовете Ащарак (на югоизток) и Артик (на северозапад) и селищата от градски тип Апаран (на изток), Пемзашен и Маралик (на северозапад) и Талин (на югозапад).

## Име
Арагац е древно арменско название, известно и във формите Аракац, Аркадез; етимологията обаче е изгубена. Според средновековните автори Мовсес Хоренаци и Вардан Аревелци произходът на този ороним идва от легендарния арменски цар Араманяк, потомък на Хайк.
Тюркското название на планината „Алагьоз“ се дели на думите ала – „пъстър“ и гьоз – „око“; в северен Азербайджан е зафиксиран местния термин „алагьоз“, означаващ „земя с бели петна“, който добре характеризира планини, подобни на Арагац с неголемите му ледници

## Арагац в митовете и религиозните легенди
В митологията
Митът в арменската митология представя планините Арагац и Арарат като любящи сестри, които веднъж жестоко се скарали. Планината Марутасар безуспешно се опитва да ги помири, докато накрая, разгневена, ги прокълнава и те остават завинаги разделени.
В легендите
С планината Арагац е свързана легендата за св. Григорий Просветител, първият католикос на Армения, който се изкачвал да се моли на върха ѝ; докато се молел, нощем от небето се спускало неугасимо кандило. Според легендата това кандило свети и днес, но може да бъде видяно само от посветените.

## Топографска карта
- К-38-XХХІІІ М 1:200000[11]